# Pictilabrus brauni
Pictilabrus brauni är en fiskart som beskrevs av Lee Milo Hutchins och Morrison, 1996. Pictilabrus brauni ingår i släktet Pictilabrus och familjen läppfiskar. IUCN kategoriserar arten globalt som otillräckligt studerad. Inga underarter finns listade i Catalogue of Life.